# The World We Knew
The World We Knew è un album del crooner statunitense Frank Sinatra, pubblicato nel 1967 dalla Reprise Records.

## Il disco
Arrangiato da cinque persone diverse, The World We Knew è un guazzabuglio di generi, successi, non-successi, piccole perle e stranezze. La famosissima Somethin' Stupid, duetto di Sinatra con la figlia Nancy, arrivò al numero 1 della Billboard Hot 100, ma dalla critica è solitamente ritenuta "sciocca e stucchevole". Spicca anche This Town con il suo jazz-rock da colonna sonora e The World We Knew (Over And Over) arrivata in quarta posizione nelle Fiandre in Belgio.

## Le tracce
1. The World We Knew (Over and Over) - 2:50 - (Kaempfert, Rehbein, Sigman)
2. Somethin' Stupid - 2:45 - (Parks) (con Nancy Sinatra)
3. This Is My Love - 3:37 - (Harbert)
4. Born Free - 2:05 - (Black, Berry)
5. Don't Sleep in the Subway - 2:22 - (Hatch, Trent)
6. This Town - 3:05 - (Hazlewood)
7. This Is My Song - 2:30 - (Chaplin)
8. You Are There - 3:31 - (Sukman, Webster)
9. Drinkin' Again - 3:13 - (Mercer, Tauber)
10. Some Enchanted Evening - 2:34 - (Hammerstein, Rodgers)

## Musicisti
- Frank Sinatra - voce;
- Nancy Sinatra - voce;
- Ernie Freeman - arrangiamenti;
- Billy Strange - arrangiamenti;
- Gordon Jenkins - arrangiamenti;
- Claus Ogerman - arrangiamenti;
- H.B. Barnum - arrangiamenti.